# John Qualen
John Qualen (născut Johan Mandt Kvalen; n. 8 decembrie 1899, Vancouver, British Columbia, Canada – d. 12 septembrie 1987, Torrance, California, SUA) a fost un actor de personaj american de origine norvegiană.

## Biografie
Qualen s-a născut în Vancouver, Columbia Britanică, fiul unor imigranți norvegieni; tatăl său a fost un pastor luteran și a schimbat numele de familie din „Kvalen” în „Qualen”  – deși unele surse menționează că Oleson și Oleson Kvalen au fost numele sale de familie anterioare. Familia s-a mutat des din cauza slujbei tatălui său. John a absolvit Liceul Elgin (Illinois) în 1920 la vârsta de 20 de ani și a urmat studiile universitare la Universitatea din Toronto, însă a părăsit instituția înainte de absolvire și a devenit actor în cadrul unui teatru ambulant.

## Cariera
Într-un interviu din Milwaukee Journal, acesta menționa că a început să lucreze pentru mișcarea Chautauqua⁠(d). Însărcinat cu ridicarea cortului utilizat pentru susținerea predicilor, acesta a fost nevoit să urce pe scenă în Ripon, Wisconsin, după ce pastorul nu și-a făcut apariția. Managerul i-a permis să-l înlocuiască, deoarece Qualen îi arătase medalia pe care o câștigase pentru oratorie în timpul liceului. La scurt timp după, a înființat un grup intitulat The Qualen Concert Company. Qualen și soția sa, Pearle, au alcătuit compania pentru a produce piese de teatru. Celor doi erau atât de săraci încât obișnuiau să vândă vase de gătit în New York pentru a-și mări veniturile. A câștigat mai mulți bani din vânzări decât din actorie.
În cele din urmă, a ajuns pe Broadway, iar în 1929 a obținut rolul portarului suedez Carl Olsen în piesa de teatru Street Scene⁠(d). Primul său rol de film a venit doi ani mai târziu în adaptarea cinematografică a aceleiași piese⁠(d). În același an, a apărut în lungmetrajul Arrowsmith⁠(d) (1931) al regizorului John Ford. A devenit membru al John Ford Stock Company, având roluri secundare în filme precum Căutătorii (1956), Călăreau împreună (1961), Omul care l-a ucis pe Liberty Valance (1962) și Cheyenne Autumn⁠(d) (1964).
De-a lungul carierei sale, a apărut în peste 100 de lungmetraje, continuând să apară în diverse producții până în anii 1970. Qualen a interpretat cu precădere personaje scandinave. Trei dintre rolurile sale îi dezvăluie versatilitatea: a adoptat un dialect din vestul-mijlociu pentru a-l interpreta pe Muley în filmul Fructele mâniei (1940), a avut rolul criminalului tulburat Karl Williams în comedia clasică His Girl Friday⁠(d) (1940) și l-a interpretat pe vânzătorul de bijuterii Berger, membru al mișcării de rezistență norvegiene⁠(d), în Casablanca (1942). A adoptat un accent mediteranean pentru rolul pescarului Lacota în The High and the Mighty⁠(d) (1954).
De asemenea. Qualen cânta la flaut încă de la vârsta de opt ani. Și-a continuat educația muzicală la Universitatea din Toronto și a cântat alături de orchestre simfonice precum Hollywood Bowl Orchestra.

## Viața personală și moartea
În 1924, după ce a devenit actor, Qualen s-a căsătorit cu Pearle Larson; cei doi s-au cunoscut în timpul liceului. Cuplul a rămas împreună până la moartea lui Qualen în 12 septembrie 1987. Acesta a murit la vârsta de 87 de ani de insuficiență cardiacă în Torrance, California.

## Filmografie

### 1930
- Street Scene (1931) - Karl Olsen
- Arrowsmith (1931) - Henry Novak (nemenționat)
- The Devil's Brother (1933) - Man who owned bull (neconfirmat)
- Counsellor at Law (1933) - Johan Breitstein
- Let's Fall in Love (1933) - Svente Bjorkman (uncredited)
- Hi Nellie! (1934) - Steve (nemenționat)
- No Greater Glory (1934) - Nemecsek's father
- Upper World (1934) - Chris
- Sing and Like It (1934) - Oswald
- Private Scandal (1934) - Schultz (nemenționat)
- He Was Her Man (1934) - Dutch
- Our Daily Bread (1934) - Chris
- Straight Is the Way (1934) - Mr. Chapman (nemenționat)
- Servants' Entrance (1934) - Detective
- 365 Nights in Hollywood (1934) - Professor Herman Ellenbogen
- Charlie Chan in Paris (1935) - Consierge
- One More Spring (1935) - Auctioneer
- The Great Hotel Murder (1935) - Ole
- Black Fury (1935) - Mike
- Chasing Yesterday (1935) - Aristide Coccoz
- Silk Hat Kid (1935) - Mr. Fossbender
- Doubting Thomas - Von Blitzer
- The Farmer Takes a Wife (1935) - Sol Tinker
- Orchids to You (1935) - Smith
- Thunder in the Night (1935) - Hotel porter
- The Three Musketeers (1935) - Planchet
- Whipsaw (1935) - Will Dabson
- Man of Iron (1935) - Collins
- Ring Around the Moon (1936) - Bill Harvey
- Wife vs. Secretary (1936) - Mr. Jenkins (nemenționat)
- The Country Doctor (1936) - Asa Wyatt
- The Road to Glory (1936) - Scared soldier
- Meet Nero Wolfe (1936) - Olaf
- Girls' Dormitory (1936) - Toni
- Reunion (1936) - Asa Wyatt
- Seventh Heaven (1937) - Sewer Rat
- Angel's Holiday (1937) - Waldo Everett
- Fifty Roads to Town (1937) - Sheriff Dow
- She Had to Eat (1937) - Sleepy
- Fit for a King (1937) - Otto
- Nothing Sacred (1937) - Fireman (nemenționat)
- The Bad Man of Brimstone (1937) - "Loco"
- Joy of Living  (1938) - Oswego
- The Texans (1938) - Abilene Swede (nemenționat)
- The Chaser (1938) - Lars
- The Mad Miss Manton (1938) - Subway worker
- Five of a Kind (1938) - Asa Wyatt
- The Strange Case of Dr. Meade (1938) - Stoner
- Stand Up and Fight (1939) - Davy
- Let Us Live (1939) - Dan (nemenționat)
- Mickey the Kid (1939) - Mailman
- Career (1939) - Jeff Trotter (nemenționat)
- Honeymoon in Bali (1939) - Meek man
- Thunder Afloat (1939) - Milo
- Four Wives (1939) - Frank

### 1940
- His Girl Friday (1940) - Earl Williams
- 1940 Fructele mâniei (The Grapes of Wrath) : Muley Graves, regia John Ford
- Blondie on a Budget (1940) - Mr. Ed Fuddle
- Saturday's Children (1940) - First carpenter (nemenționat)
- Ski Patrol (1940) - Gustaf
- On Their Own (1940) - Peters
- Babies for Sale (1940) - Howard Anderson
- Angels Over Broadway (1940) - Charles Engle
- Knute Rockne, All American (1940) - Lars Knuteson Rockne
- The Long Voyage Home (1940) - Axel
- Youth Will Be Served (1940) - Clem Howie
- Model Wife (1941) - Janitor
- Million Dollar Baby (1941) - Dr. Patterson
- Out of the Fog (1941) - Olaf Johnson
- The Shepherd of the Hills (1941) - Coot Royal
- The Great Awakening (1941) - Hasslinger's Clerk
- The Devil and Daniel Webster (1941) - Miser Stevens
- Jungle Book (1942) - The Barber
- Larceny, Inc. (1942) - Sam Bachrach
- Tortilla Flat (1942) - Jose Maria Corcoran
- Casablanca (1942) - Berger
- Arabian Nights (1942) - Alladin
- Swing Shift Maisie (1943) - Horatio Curly
- The Impostor (1944) - Monge
- An American Romance (1944) - Anton Dubechek
- Dark Waters (1944) - Uncle Norbert
- Roughly Speaking (1945) - Svend Olsen
- River Gang (1945) - Uncle Bill
- Captain Kidd (1945) - Bart Blivens
- Adventure (1945) - Model T
- Song of Scheherazade (1947) - Lorenzo
- High Conquest (1947) - Peter Oberwalder Sr.
- The Fugitive (1947) - Refugee doctor
- Reaching from Heaven (1948) - The Stranger
- On Our Merry Way (1948) (scene eliminate, nemenționat)
- Alias a Gentleman (1948) - No End
- My Girl Tisa (1948) - Svenson
- 16 Fathoms Deep (1948) - Capt. Athos
- Hollow Triumph (1948) - Swangon
- The Big Steal (1949) - Julius Seton

### 1950
- Captain China (1950) - Geech
- Buccaneer's Girl (1950) - Vegetable man
- Woman on the Run (1950) - Maibus
- The Jackpot (1950) - Mr. Ferguson (nemenționat)
- The Flying Missile (1950) - Lars Hansen
- Belle Le Grand (1951) - Corky McGee
- Goodbye, My Fancy (1951) - Professor Dingley
- Hans Christian Andersen (1952) - Burgomaster
- Ambush at Tomahawk Gap (1953) - Jonas P. Travis
- Francis Covers the Big Town (1953) - Defense Attorney Cavendish (uncredited)
- I, the Jury (1953) - Dr. R. H. Vickers
- The High and the Mighty (1954) - Jose Locota
- The Student Prince (1954) - Willie Klauber
- Passion (1954) - Gasper Melo
- The Other Woman (1954) - Papasha
- Unchained (1955) - Leonard Haskins
- The Sea Chase (1955) - Chief Engineer Schmitt
- At Gunpoint (1955) - Livingstone
- The Searchers (1956) - Lars Jorgensen
- Johnny Concho (1956) - Jake
- The Big Land (1957) - Sven Johnson
- My World Dies Screaming (1958) - Jonah Snell
- The Gun Runners (1958) - Pop
- Revolt in the Big House (1958) - Doc
- Anatomy of a Murder (1959) - Deputy Sheriff Sulo

### 1960
- Hell Bent for Leather (1960) - Old Ben
- Elmer Gantry (1960) - Sam, a storekeeper (nemenționat)
- 1960 În nord, spre Alaska! (North to Alaska) - Logger Judge
- Two Rode Together (1961) - Ole Knudsen
- The Man Who Shot Liberty Valance (1962) - Peter Erickson
- Donovan's Reef (1963) - Deckhand (nemenționat)
- The Prize (1963) - Oscar
- 7 Faces of Dr. Lao (1964) - Luther Lindquist
- Cheyenne Autumn (1964) - Svenson (nemenționat)
- Those Calloways (1965) - Ernie Evans
- I'll Take Sweden (1965) - Olaf
- The Sons of Katie Elder (1965) - Charlie Biller
- A Patch of Blue (1965) - Mr. Faber
- A Big Hand for the Little Lady (1966) - Jesse Buford
- The Adventures of Bullwhip Griffin (1967) - Barber (nemenționat)
- Firecreek (1968) - Hall
- P.J. (1968) - Poppa Gonowski
- Doc (1969, TV Movie) - Luke
- Hail, Hero! (1969) - Billy Hurd

### 1970
- Getting Away from It All (1972, Film de televiziune) - Charlie Erickson
- Wednesday Night Out (1972, Film de televiziune)
- Frasier, the Sensuous Lion (1973) - Old man on porch

### Televiziune
- Alfred Hitchcock Presents, episodul  "A Bullet for Baldwin"  – Benjamin Steep (1956)
- Alfred Hitchcock Presents, episodul  "Help Wanted"  – Mr. Crabtree (1956)
- Alfred Hitchcock Presents, episodul  "Shopping for Death"  – Elmer Shore (1956)
- Father Knows Best, episodul "The Bus to Nowhere" - Old Man (1956)
- Cheyenne, episodul "Deadline" – Charley Dolan (1957)
- Maverick, episodul "The Lonesome Reunion" – Leland Mills (1958)
- The Californians episodul "J. Jimmerson Jones, Inc."—J. Jimmerson Jones (1958)
- Sea Hunt (1960) Sezonul 3, episodul 31
- Mister Ed, episodul "Ed's New Shoes" – Axel (the Handyman) (1961)
- Bonanza, episodul "Springtime" – Parley (1961)
- Maverick, episodul "The Golden Fleecing" – Henry Albright (1961)
- The Andy Griffith Show, episodul "The Jinx" – Henry Bennett (1962)
- Laramie, episodul "Shadow of the Past" – Mr. Elbee (1962)
- The Real McCoys, episodul "Cupid Wore a Tail" – Frank (1963)
- The Real McCoys, episodul "The Other Side of the Fence" – Frank (1963)
- Make Room for Daddy, episoadele  "Sense of Humor" și "Call Off the Hounds" – Swenson, the Janitor (1964)
- The Virginian, episodul "A Bride for Lars" – Gosta Swenson (1964)
- The Girl from U.N.C.L.E., episodul "The Jewels of Topango Affair" – Dr. Elmer Spritzer (1966)
- Hazel, episodul "A Question of Ethics" – Mr. Johansson (1966)
- Shane, episodul "The Hant" - Old Man (1966)
- I Spy, episodul "Red Sash of Courage" – Hannos (1967)
- Green Acres, episodul "Eb's Romance" - Mr. Appleby (1968)
- Green Acres, episodul "The Ex-Con" - Willy Dunhill (1970)
- The Odd Couple, episodul “The Taste Of Money” - Sam (1971)
- Make Room for Granddaddy, episodul "The Arm Wrestle" Folsom (1971)
- The Partridge Family episodul "My Heart Belongs to a Two Car Garage" – The Old Man (1972)
- The F.B.I., episodul "The Detonator" (1973)
- Movin' On, episodul "Life Line" – Liggett (1974) (ultimul rol)